# Songcen Gampo
Songcen Gampo (tibetanščina: སྲོང་བཙན་སྒམ་པོ, Wylie: srong btsan sgam po, 569–649?/605–649?), tudi Songzan Ganbu(kitajsko: 松赞干布 Sōngzàn Gānbù), je bil 33. tibetanski kralj in ustanovitelj Tibetanskega imperija, ki se mu pripisujejo zasluge za uvedbo budizma na Tibetu, pod vplivom svojih nepalske in kitajskih kraljic. S pokoritvijo sosednjih tibetanskih kraljevin ga štejemo za zružitelja Tibeta. Velja tudi za utemeljitelja tibetanske pisave ter za ustanovitelja klasične tibetanščine, jezika, ki so ga govorili v njegovi regiji, kot knjižnega jezika Tibeta.
Njegova mati, kraljica, se je imenovala Driza Tökarma (Wylie: 'bri bza thod dkar ma "Bri žena [imenovana] ženska bele lobanje"). Datum njegovega rojstva in čas prevzema trona ni gotov.  Po tibetanskem štetju je sprejeto, da je bil rojen v letu bika po tibetanskem koledarju, kar pomeni naslednja možna leta: 557, 569, 581, 593, 605 ali 617 n.š.. Verjetno je tron nasledil, ko je imel komaj trinajst ali celo dvanajst let, kar pomeni okrog leta 629.